# Chapelle Saint-Roch de Renglez
Pour les articles homonymes, voir Chapelle Saint-Roch.
La chapelle Saint-Roch est un édifice religieux catholique classé situé dans le hameau de Renglez faisant partie de la commune de Gouvy en province de Luxembourg (Belgique).

## Situation
La chapelle se situe le long de la rue principale du hameau ardennais de Renglez, proche de Rettigny, en face de la maison sise au no 42.

## Historique
La chapelle a très certainement été édifiée au cours du XVIIe siècle puis agrandie en 1701, comme en témoigne le millésime gravé au-dessus et à gauche du portail d'entrée (ANNO 1701). Elle est restaurée en 1889. 

## Architecture
La chapelle d'une longueur d'une dizaine de mètres est réalisée en moellons blanchis de schiste d'Ardenne. La toiture est en ardoises. La nef est constituée de trois travées : la première, côté rue, avec le portail d'entrée cintré et les deux dernières percées de baies aussi cintrées. Le chevet est formé de trois pans coupés aveugles. L'édifice est surmonté par un clocheton de base carrée avec une petite flèche octogonale surmontée d'un bulbe puis d'une haute croix en fer forgé.

## Classement
La totalité de la chapelle Saint-Roch à Renglez est reprise sur la liste du patrimoine immobilier classé de Gouvy depuis le 30 novembre 1989
.